# Zinck Lysbro
 For alternative betydninger, se Lysbro.
Zinck Lysbro er et dansk mærke indenfor haveredskaber og andet håndværktøj. Firmaet er en fusion af Zincks fabrikker der blev grundlagt i 1858 i Godthaab ved Ålborg. Kernen i Zincks fabrikker var Godthaab Hammerværk, en hammermølle der benyttede kraften fra den opstemmede Guldbæk. Den anden halvdel af firmaet er det tidligere Lysbro Fabrikker, der blev grundlagt i 1899 i Lysbro ved Silkeborg. Zink Lybro er i dag en del af Fiskars Denmark.
56°10′01″N 09°30′42.1″Ø / 56.16694°N 9.511694°Ø